# Maria Dolors Segarra Farré
Maria Dolors Segarra Farré, (Vilafranca del Penedès, 8 de maig de 1952), és una empresària del món del vi i fundadora de Vins i Licors Grau. Prové d'una família vinculada al sector del vi. Als anys 70, la seva família regentava un magatzem de vins i licors a Barcelona, on ella s'encarregava de la part administrativa. Així és com coneix a Jordi Grau, quan anava a estudiar música a Barcelona i aprofitava el viatge per comprar vins i licors a l'empresa familiar on ella treballava.

## Biografia
Jordi Grau i Maria Dolors Segarra contrauen matrimoni l'any 1974. S'instal·len a Palafrugell i l'1 d'agost de 1977 obren el seu propi negoci, unes noves instal·lacions de 1.200 metres quadrats al carrer Manufactures del Suro de Palafrugell dedicades a la distribució de vins i licors embotellats. Maria Dolors Segarra s'encarregava de la part administrativa (comandes, atenció al client, facturació, etc.), mentre Jordi Grau realitzava les tasques comercials visitants a clients i atenent a proveïdors.
Durant la dècada del 1980, el negoci es va ampliant: creixent les instal·lacions i les distribucions de productes en exclusiva a tota la província de Girona. A principis del 1987, neix una empresa filial, la Distribuïdora Gironina, S.A. (DIGISA), que es dedica únicament a les distribucions en exclusiva. El mes de juny d'aquell any s'inaugura un magatzem logístic a Figueres amb l'objectiu de donar un millor servei a la zona fronterera i a l'Alt Empordà.
L'empresa continua creixent durant els 90 per fer el salt definitiu ja entrat el nou mil·lenni. Coincidint amb la incorporació de Sergi i Jordi Grau i Segarra, la nova generació, el 20 de maig de 2003, s'inauguren les actuals instal·lacions de Vins i Licors Grau amb 15.000 m² entre zona edificada, jardins i pàrquings al carrer Torroella, número 163, de Palafrugell. Des d'aleshores, Maria Dolors Segarra s'encarrega del màrqueting, publicitat i recursos humans de l'empresa, així com del disseny i la decoració de la vinacoteca. A totes aquestes tasques s'hi ha de sumar l'organització de la pròpia inauguració i diversos actes, presentacions i tastos de vins com el de vins Vall-Llach organitzant la participació en fires com el Fòrum Gastronòmic de Girona, entre d'altres.
El 2009 es crea el portal online www.grauonline.com on actualment s'hi poden trobar les 12.000 referències de vins i licors de tot el món que s'ubiquen a la vinoteca. Amb la voluntat de donar a conèixer la botiga en línia, al 2010, es realitza un espot publicitari d'àmbit estatal, protagonitzat per la model i Miss Espanya 2006, Elisabeth Reyes i en el que M. Dolors Segarra el va coordinar juntament amb els professionals. En aquesta mateixa línia, va organitzar el 2012, la presentació de l'aplicació Grau Online per Iphone i tauletes al Saló dels Miralls del Gran Teatre del Liceu.
Al novembre del 2017, s'amplien les instal·lacions i se celebra una festa d'inauguració, coincidint amb el 40è aniversari de la fundació de l'empresa, on es van aplegar més de 3.000 persones. M. Dolors Segarra, conjuntament amb tot un equip de professionals, va coordinar-ne l'organització.
A finals del 2018 va organitzar un tast de vins de 700 punts Parker dirigit per Luis Gutiérrez. Al maig de 2019, amb l'objectiu de donar visibilitat a la dona en el sector del vi i esdevenir una trobada de dones professionals per a compartir vivències i experiències, va organitzar el tast "Mujeres del Vino siglo XXI by Grau". L'acte va consistir en un tast de vins presentat per quatre reconegudes enòlogues: Maria José López de Heredia, besneta i enòloga de Viña Tondonia a La Rioja; Xandra Falcó, copropietària de Marqués de Griñon a Toledo; Irene Alemany, enòloga d'Alemany i Corrio del Penedès i Anna Espelt, directora i enòloga del Celler Espelt de l'Empordà. El tast va ser dirigit per la sommelier i periodista Meritxell Falgueras. Unes 80 professionals del món del vi i la gastronomia, entre elles, enòlogues, sommeliers, propietàries de cellers i restaurants, es van reunir a Vins i Licors Grau per viure l'experiència.

## Premis
Entre d'altres, ha rebut els premis i distincions:
- 2003 Timó d'Argent a Vins i Licors Grau atorgat per l'Associació Hostaleria Costa Brava Centre.[16]
- 2004 Premi Extraordinari Cambra 2004, atorgat per la Cambra de Comerç de Palamós.
- 2007 Primers distribuïdors de vins i licors a nivell espanyol per la Guía de Distribuidores Indisa 2007 i 2009.
- 2005 2007 i 2008, la Vinoteca de Vins i Licors Grau és escollida com l'establiment amb la millor selecció de vins per la Guía de las Mejores Vinotecas de España.
- 2009 Premi Gla d'Or atorgat per l'Associació d'Empresaris Surers AECORK pel seu compromís amb el sector del suro.[17]
- 2010 Maria Dolors Segarra Farré nomenada Palafrugellenca de l'any, premi concedit per Crònica d'un Any i Edicions Baix Empordà.[18]
- 2016 Empresa d'Èxit atorgat per la Federació d'Organitzacions Empresarials de Girona (FOEG)[19]
- 2017 Premi COACGI 2017 a la Millor Iniciativa Comercial atorgat pel Col·legi Oficial d'Agents Comercials de Girona.[20]
- 2018 Premi T de la Fundació Jordi Comas i Matamala, per haver creat una empresa familiar d'èxit.[21]
- 2018 Lledoner d'Or per la Denominació d'Origen Empordà en reconeixement de l'aposta i difusió pels vins de l'Empordà.[22]